# Pierre Baillot
Pour les articles homonymes, voir Baillot.
Pierre Marie François de Sales Baillot (né le 1er octobre 1771 à Passy, mort le 15 septembre 1842 à Paris) est un violoniste et compositeur français.

## Biographie
Pierre Baillot est le fils de Nicolas Baillot, magistrat mort à Bastia, et d’Antoinette Perreau. Orphelin à 12 ans, il intéressa Bertrand de Boucheporn, intendant du roi en Corse, qui l'envoya étudier à Rome, puis à Paris, où il reçut les leçons de Giovanni Battista Viotti, et devint son élève favori. Admis dès 1791 à l'orchestre du Théâtre de Monsieur (l'Opéra-Comique), il y obtint un tel succès, qu'il fut appelé en 1795 comme professeur au Conservatoire de Paris avec Pierre Rode (également élève de Viotti) et Rodolphe Kreutzer. Tous trois ont publié conjointement, en 1803, la méthode officielle du Conservatoire de Paris pour apprendre le violon. Cette méthode devait servir de référence dans l'enseignement du violon pour le plus grand nombre. En 1834, Pierre Baillot fait paraître une nouvelle méthode d'apprentissage, L'Art du violon, qui servira longtemps de référence. Pierre Baillot resta professeur de violon au Conservatoire de Paris jusqu'à sa mort en 1842. 
Considéré comme un virtuose, il fut attaché à la musique de l'empereur, puis à la chapelle du roi. Aussi habile compositeur que bon exécutant, il a publié de nombreuses partitions de tout genre. Il fut directeur de l'opéra de Paris. 
Pierre Baillot épouse Louise Raincour (1781-1843) le 17 mai 1809. De cette union naît le pianiste et compositeur René-Paul Baillot (1813-1889), professeur au Conservatoire de Paris de la classe d'ensemble instrumental de 1848 à sa retraite en 1887, qui épouse Marie-Léonie Beyerman-Savalete le 28 août 1845 à Paris.  
Pierre Baillot est inhumé au cimetière Montmartre, avec son fils René-Paul Baillot et Marie-Léonie Beyerman-Savalete son épouse, ainsi que Charles-Théophile Savalete père adoptif de cette dernière, fils de Charles-Pierre-Paul Savalette de Langes, époux de Marie-Aglaé Lucas sa mère.

## Œuvres (sélection)
- L'Art du violon une méthode de violon (1834)
- 24 Études pour violon avec accompagnement d'un second violon, pour faire suite à L'Art du violon (1851)
- Une méthode pour le violoncelle et la basse d'accompagnement (1804).
- 9 concertos pour violon et orchestre, no 1 op. 3 (1801) / no 2 op. 6 (1804) / no 3 op. 7 (1804) / no 4 op. 10 (1805) / no 5 op. 13 (1807) / no 6 op. 18 (1809) / no 7 op. 21 (1809) / no 8 op. 22 (1809) / no 9 op. 30 (1840)
- Symphonie concertante, op. 38 (1817) pour deux violons et orchestre
- Douze Études ou caprices pour le violon, op. 2 (1803)
- 3 Duos, op. 8 (1804)
- 3 Duos, op. 16 (1811)
- Trois Airs variés pour violon et piano, op. 31 (1814)
- Sonate pour violon et piano op. 32 (1820)
- Trois nocturnes, op. 39 (1821)

## Portraits
- Jean-Auguste-Dominique Ingres, dessin, 1829
- Raymond Gayrard (1777-1858), profil en médaillon, plâtre (1840), coll. Musée de la vie romantique, Hôtel Scheffer-Renan, Paris